# Mathieu Kassovitz
Mathieu Kassovitz (født 3. august 1967 i Paris) er en fransk filminstruktør og skuespiller.
Han skuespillerdebuterede som barn i 1978, og har som voksen spillet i sin far Peter Kassovitz' film Jakob the Liar (Løgneren, 1999), i biografsuccesen Le Fabuleux Destin d'Amélie Poulain (Den fabelagtige Amélie fra Montmartre, 2001) mod Audrey Tautou og i Steven Spielbergs München (2005). Efter debuten som spillefilminstruktør i 1993 vakte han opsigt med La Haine (Hadet, 1995), som skildrede rodløs indvandrerungdom i Paris. Les Rivières pourpres (De blodrøde floder, 2000) var en dyster og labyrintisk kriminalfortælling henlagt til et skolemiljø i den franske landsby. I Hollywood har han lavet thrilleren Gothika (2003) med Halle Berry og science fiction-filmen Babylon A.D. (2008) med Vin Diesel.